# Vittorio Pisani (funzionario)
Vittorio Pisani (Catanzaro, 22 maggio 1967) è un dirigente pubblico e poliziotto italiano, dall'11 maggio 2023 è capo della polizia - direttore generale della pubblica sicurezza.

## Biografia
Figlio di un poliziotto, Pisani si è laureato in giurisprudenza all'Università di Roma "La Sapienza". Dal 1990 al 1999, presso la squadra mobile di Napoli, ha ricoperto l'incarico di funzionario responsabile di diverse sezioni investigative. Nel 1998 è stato promosso vice questore aggiunto per merito straordinario, grazie a un'operazione per contrastare l'Alleanza di Secondigliano.
Dal 1999 al 2004 ha lavorato al Servizio centrale operativo della Direzione centrale anticrimine con l'incarico di funzionario coordinatore di indagini in materia di criminalità organizzata e di ricerca latitanti per poi tornare a Napoli come dirigente dalla squadra mobile fino al 2011. In questi anni ha combattuto la criminalità organizzata, ottenendo anche encomi solenni. Ha infatti partecipato alla cattura di diversi capi di camorra, tra cui anche Antonio Iovine e Michele Zagaria. 
Nel 2011 Vittorio Pisani era stato coinvolto nell'inchiesta sul riciclaggio di denaro da parte del clan Lo Russo in alcuni ristoranti di Napoli di proprietà dei fratelli Iorio. Accusato di rivelazione di segreto, abuso d'ufficio e favoreggiamento, nel 2013 è stato scagionato e assolto con formula piena.
Dal 2011 al 2012 è stato vice consigliere ministeriale presso la Direzione centrale anticrimine. Dirige quindi il servizio immigrazione della Direzione centrale dell'immigrazione e della polizia delle frontiere. Nel 2019, il governo Conte I lo nomina vice direttore dell'Agenzia informazioni e sicurezza interna (AISI) con la qualifica di dirigente generale di pubblica sicurezza. 
Nominato prefetto nel febbraio 2023, l'11 maggio 2023 è nominato dal governo Meloni nuovo capo della polizia.